# 曲院风荷
曲院風荷是西湖十景之一。南宋时，此地有官家麯院制酿酒，且荷花遍地，因称“麯院荷风”。清康熙三十八年（1699年），康熙帝改“麯院”为“曲院”，亦改“荷风”为“风荷”，后称“曲院风荷”。景区地址是杭州市西湖区北山街89号，1983年整修后对外开放，占地28公顷。曲院风荷还是中华人民共和国最大的荷花专类园，有200多个荷花品种。
2016年9月4日晚，G20杭州峰会文艺演出——水上情景表演交响音乐会《最忆是杭州》在此地举行。该地也是《印象西湖》的举办地。

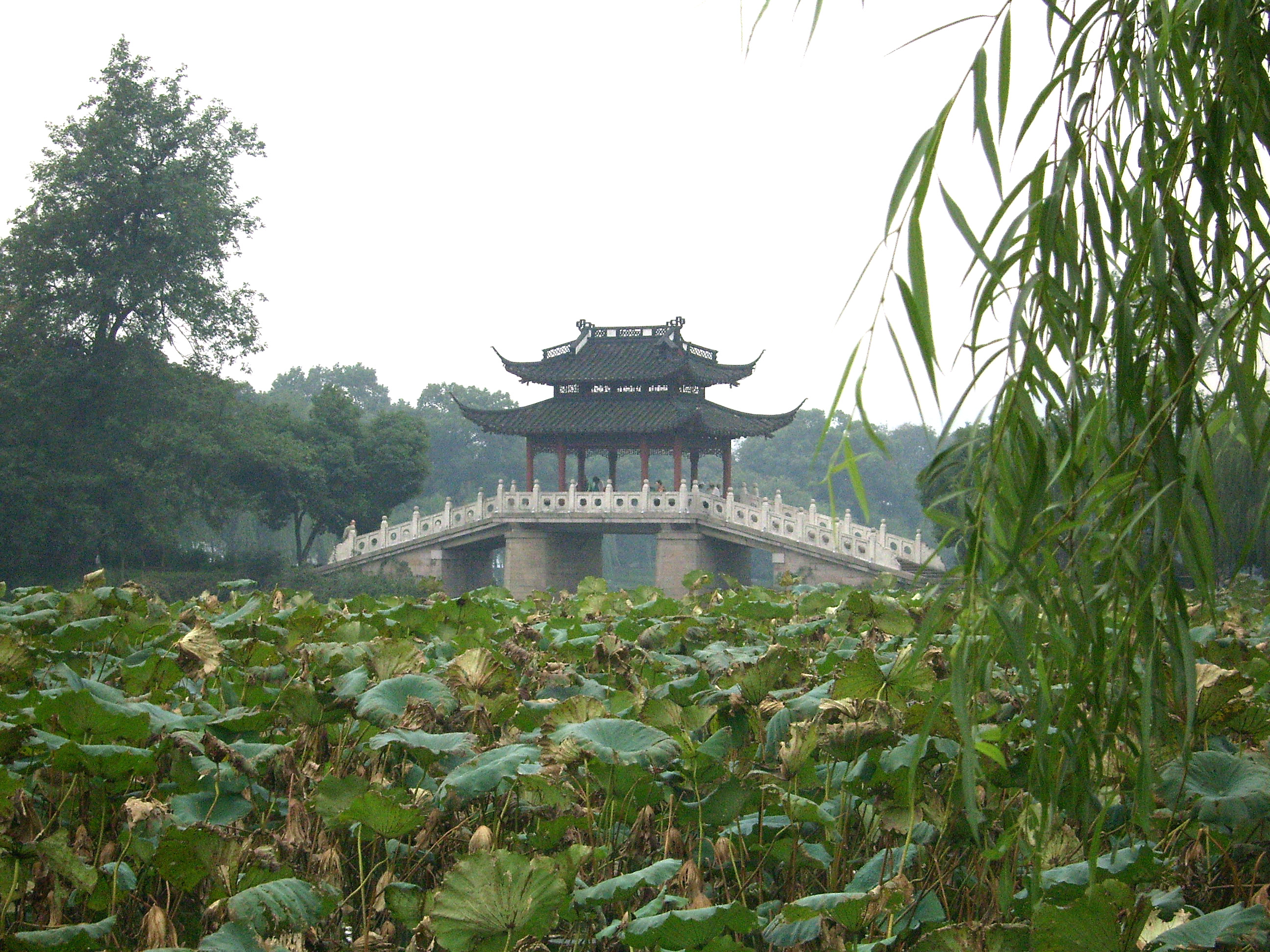
曲院风荷，远处为玉带桥

## 「曲院风荷」御碑
「曲院风荷」御碑位於苏堤北侧跨虹桥畔，用太湖石製成，通高2.33米，宽1.12米，厚0.22米，正面為清康熙帝於康熙三十八年（1699年）題寫的「曲院风荷」，背面及側面原為乾隆帝的六次題詩，現存前三次題詩：背面題於乾隆十六年（1751年），碑身兩側題於二十二年（1757年）、二十七年（1762年），碑额背面題於三十年（1765年），碑额两侧題於四十五年（1780年）、四十九年（1784年）；文化大革命時期的1966年被文物部门沉湖保存，碑身免遭砸毀，但碑额下落不明。2023年，「曲院风荷」御碑入選《第一批古代名碑名刻文物名錄》。

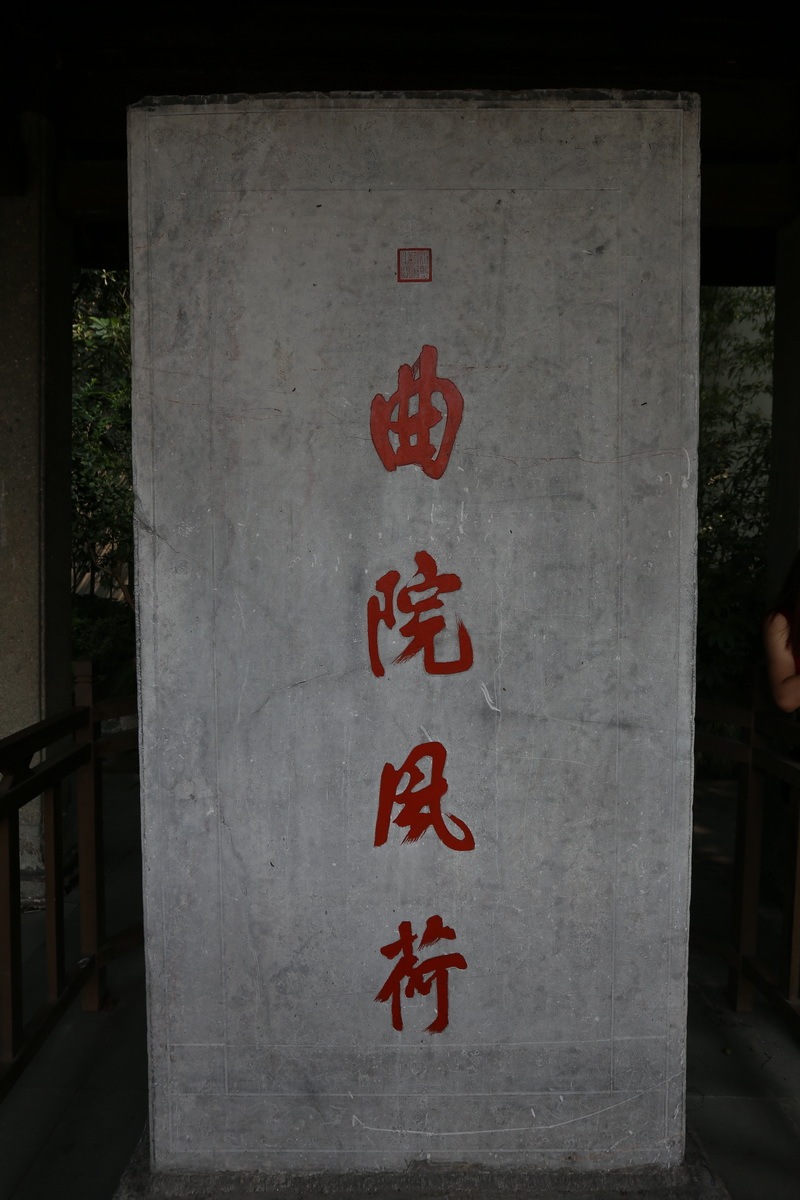
康熙帝所書「曲院風荷」御碑
「曲院風荷」御碑背面的乾隆帝題詩